# 이타카 칼리지
이타카 칼리지(영어: Ithaca College)는 미국 뉴욕주 이타카에 있는 사립 리버럴 아츠 칼리지이다. 이타카 칼리지는 1892년 윌리엄 에그버트가 설립한 대학으로 초기에는 음악대학으로 설립이 되었다. 학교 주변 환경으로는 카유가 호수와 150개 이상의 폭포와 협곡들로 둘러싸인 이타카시에 위치하여 있다. 이타카 칼리지는 미디어 관련 전공과 엔터테인먼트 산업 전공으로 미국에서 잘 알려진 학교이다.
이타카 칼리지 내의 로이 H. 파크 커뮤니케이션 단과대학은 언론학을 비롯한 영화, 미디어, 엔터테인먼트 분야에서 세계적으로 상위권에 랭크되어 있다. 이타카 칼리지는 리버럴 아츠 칼리지의 전통을 바탕으로 하여, 각종 전문대학원 예비 전공과정 및 대학원 과정을 제공한다.
이타카 칼리지는 U.S. 뉴스 & 월드 리포트 미국 북부 지역 대학교 랭킹에 1996년부터 2019년까지 항상 상위 10위 이내에 랭크되어 왔다. 이타카 칼리지는 프린스턴 리뷰에서도 꾸준히 미국 전체 상위권 대학으로 랭크되어 왔다. 특히, 2018년 프린스턴 리뷰에서는 미국 전체 순위로 연극영화과가 3위, 신문학과 3위, 라디오학과 6위에 올라있으며, 풀브라이트 장학생을 배출하는 상위권 대학으로 등재되어 있다.

## 역사

### 설립 초기

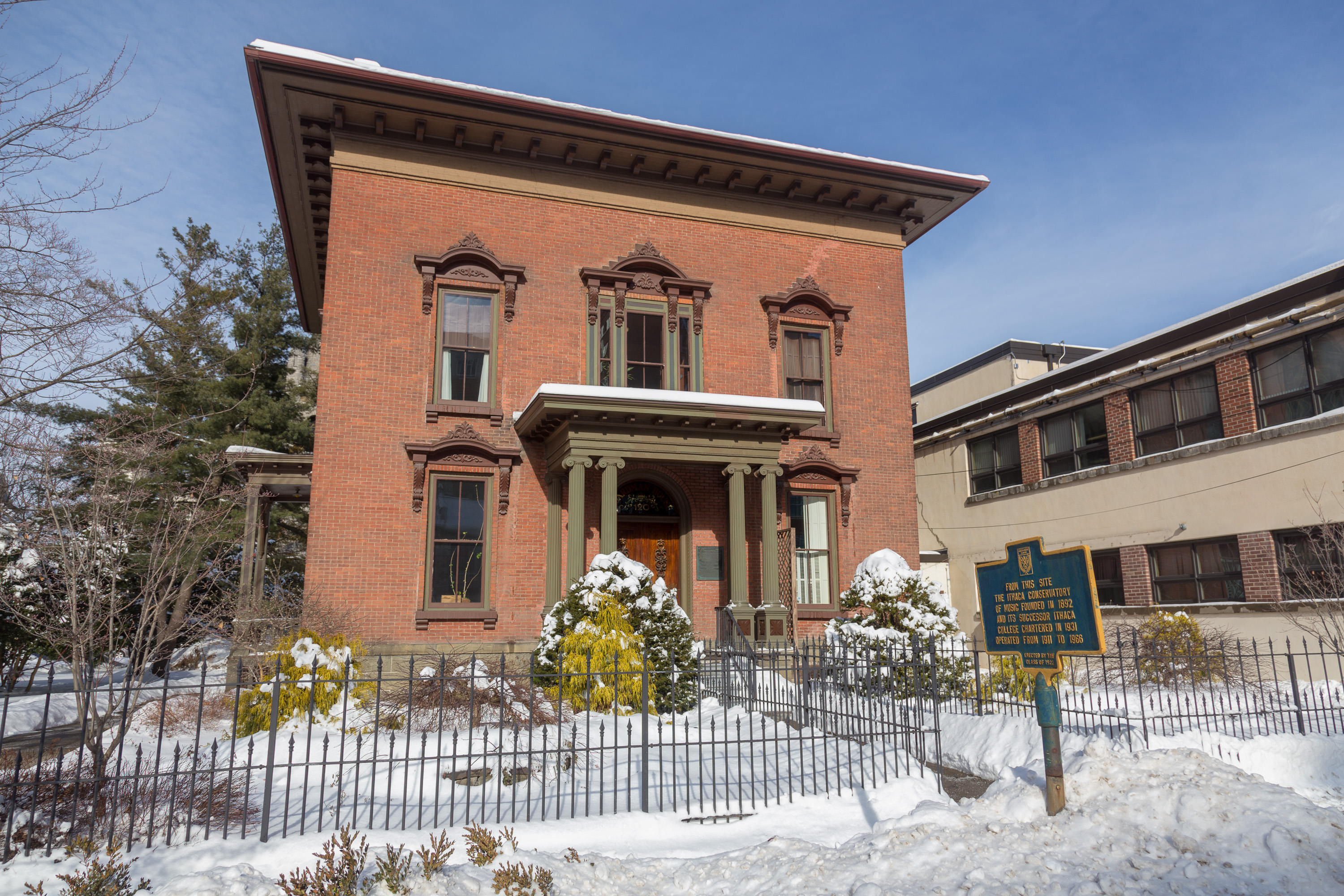
보드맨 하우스, 이타카 음악 대학

이타카 칼리지는 1892년에 이타카 지역에서 바이올린을 가르치던 윌리엄 G. 에그버트가 이타카 음악 대학을 설립하면서 시작 되었다. 처음에는 방 네개와 여덟명의 학생으로 시작되었으나, 설립 후 7년 만에 크게 성장 하여, 각종 음악 관련 전공들과 수업들을 비롯하여 무용, 체육, 언어교정, 라디오, 상업 등 리버럴 아츠 학문들을 가르치기 시작하였다. 1931년에 이타카 음악 대학이 정식으로 사립 대학으로 인가 되었으며, 초기에 대학은 보드맨 하우스에 있었으며, 그 이후 이 곳은 1971년에 미국의 역사적인 장소로 등록이 되었다.

### 현재

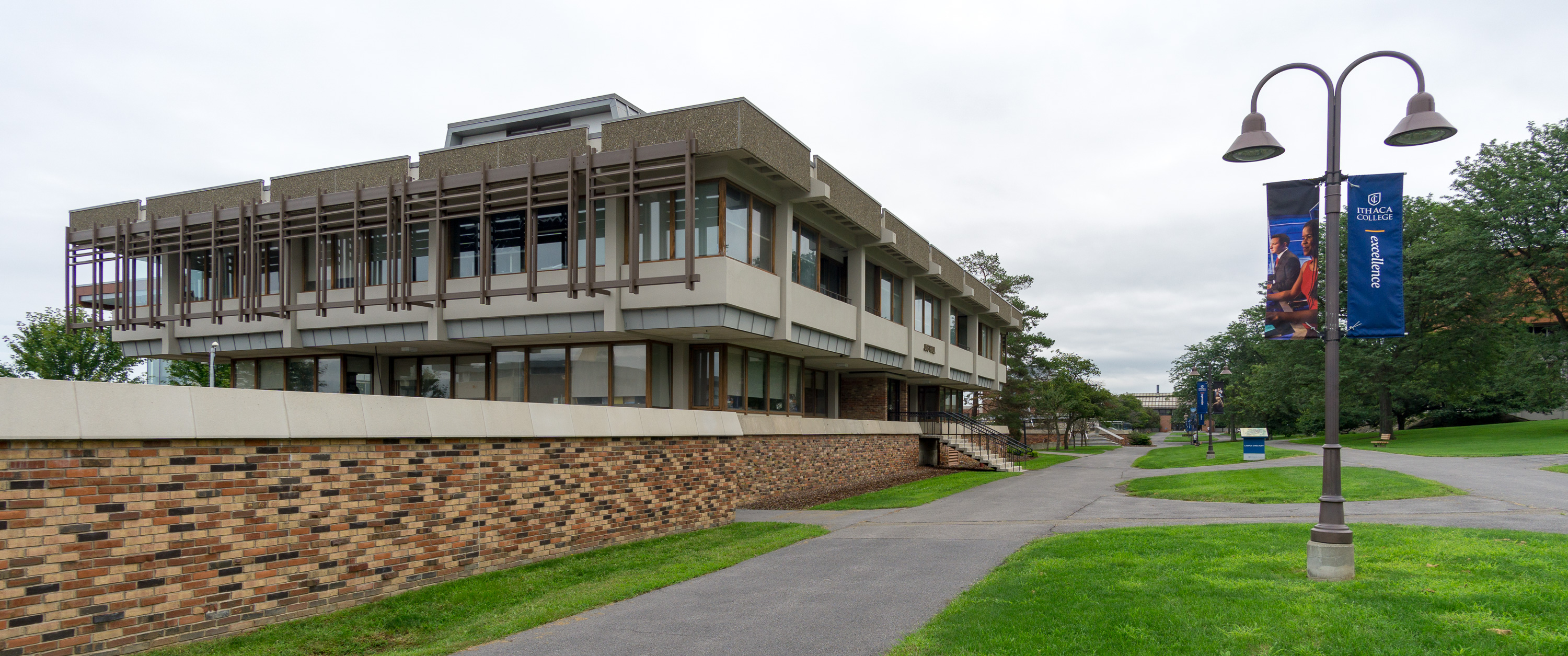
잡 홀 (Job Hall)

1960년에는 2,000명의 재학생을 기록하였으며, 현재의 캠퍼스가 위치한 이타카시 사우스힐에 캠퍼스를 준공하게 된다. 그 이후 성장하여 사우스 힐 캠퍼스에는 현재 6,000명이 넘는 학생들이 재학 중이다. 학교가 계속 성장함에 따라 각종 전공과 수업들이 추가 되었으며, 1990년 즈음에는 2,000개가 넘는 다양한 수업이 100개가 넘는 전공에 개설 되어 있었으며, 총 5개의 단과 대학으로 성장하였다. 현재 이타카 칼리지는 다양성을 존중하는 학교 이념에 따라 미국 전역 그리고 세계 78개국에서 온 학생들로 다채로운 학생들로 이루어져 있다.

## 캠퍼스

### 본 캠퍼스

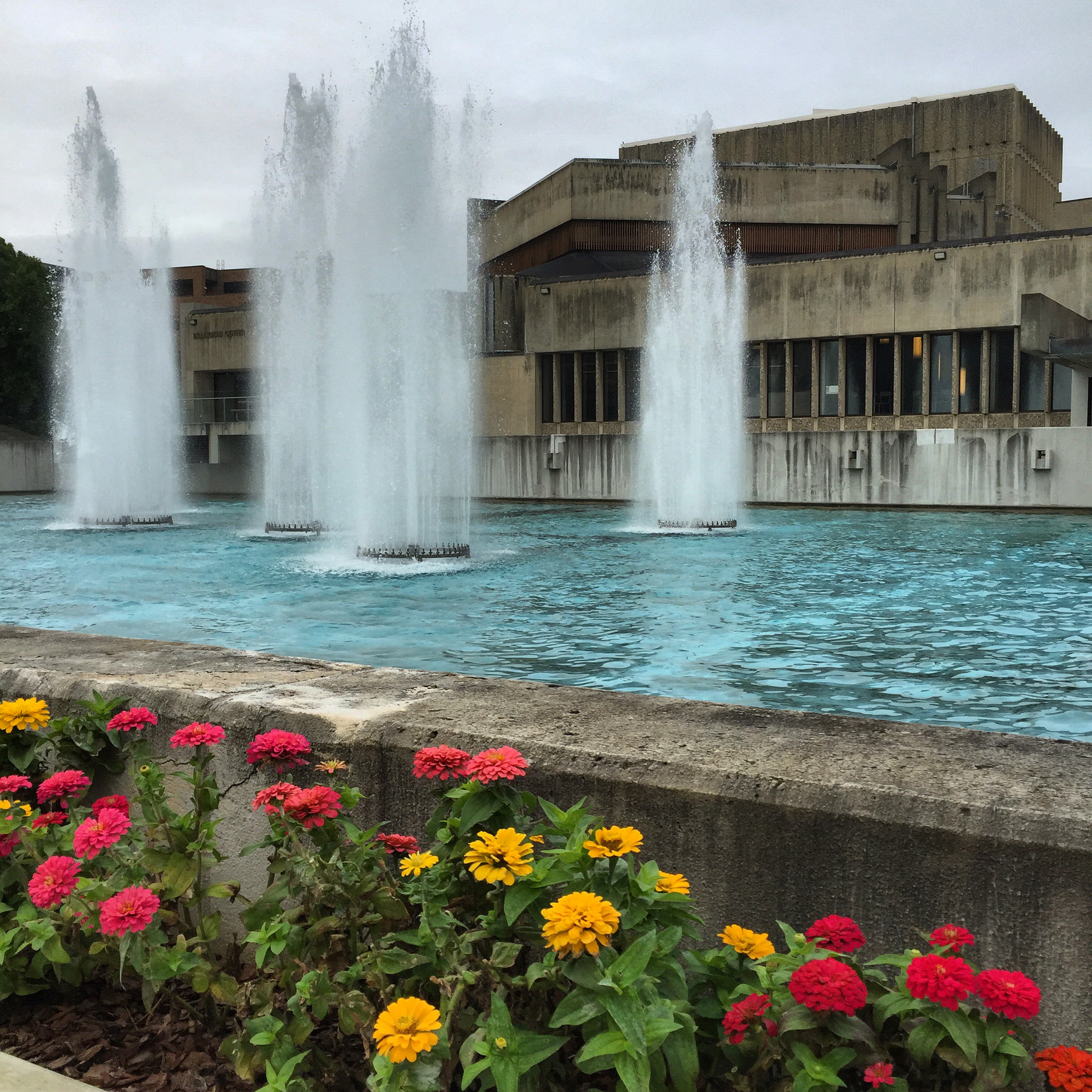
딜링엄 센터와 분수대

이타카 칼리지의 현재 컴퍼스는 1960년 사우스힐에 지어졌다. 1968년에 이타카 다운타운에 있던 마지막 학과의 사우스힐 이동을 끝으로 캠퍼스 이사를 완료하였다.

### 분교 캠퍼스
이타카 칼리지 본 캠퍼스 외에도 세계 여러 도시에 분교 캠퍼스를 운영하고 있다. 이타카 칼리지 영국 런던 센터는 1972년부터 운영되었으며, 미국 로스엔젤레스에도 제임스 B. 펜들턴 센터 분교가 있다. 최근에는 미국 워싱턴DC에도 분교 캠퍼스를 설립하였다.
이타카 칼리지는 미국 국내 뿐만이 아니라, 해외에도 많은 대학과 다음과 같이 교류를 하고 있다: 호주의 그리피스 대학교, 라 트로브 대학교, 머도크 대학교, 태즈매니아 대학교; 중국의 청도 체육 대학교, 북경 체육 대학교; 일본의 아키타 국제 대학, 쓰쿠바 대학교; 한국의 한양대학교; 싱가포르의 난양 이공대학; 스페인의 발렌시아 대학교; 스웨덴의 연코핑 대학교 등이 있다. 그 이외에도 이타카 칼리지는 수많은 해외 교류 프로그램을 통해 전 세계 학생들의 교류에 힘쓰고 있다.

## 학업

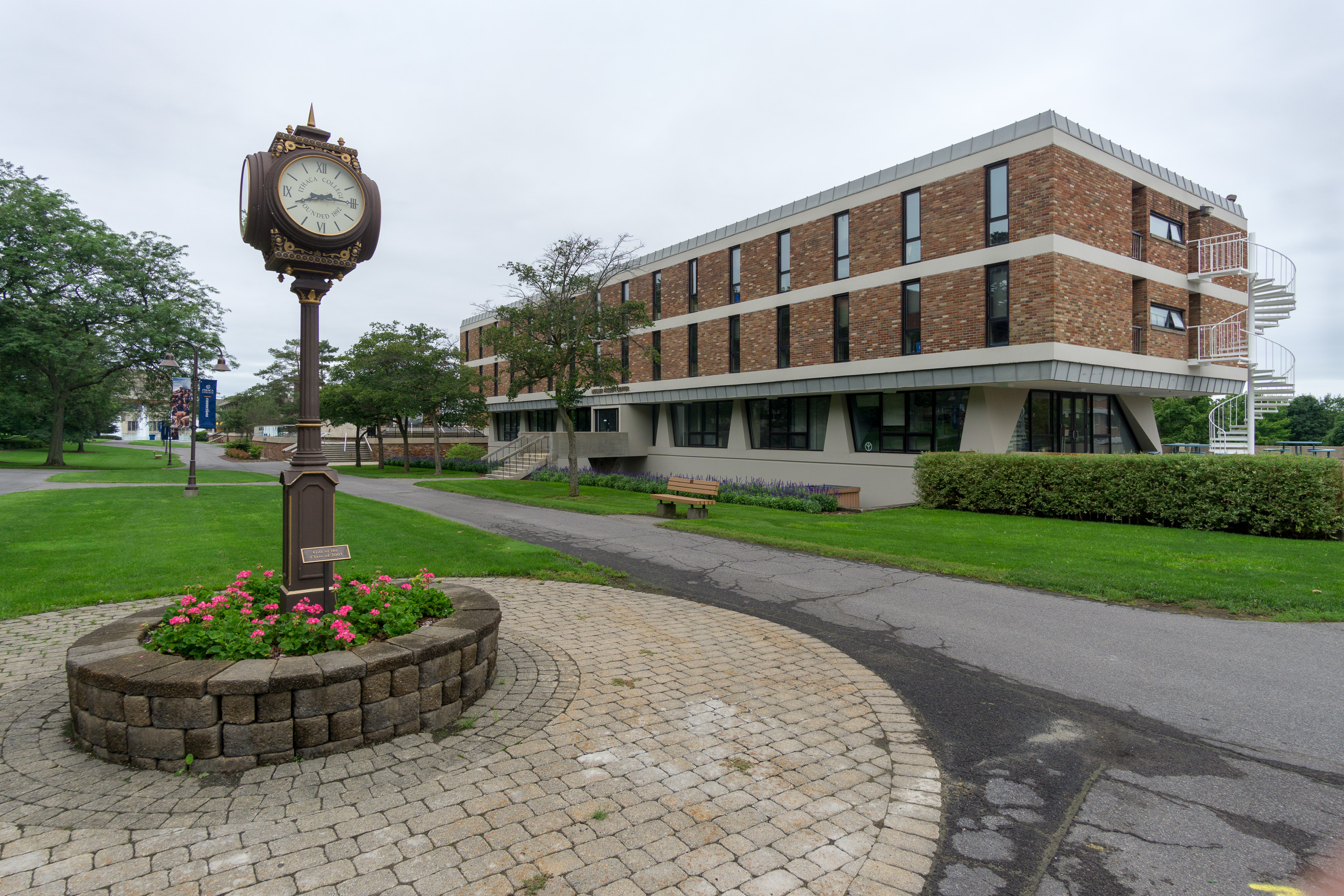
뮬러 교수 센터와 2003년 졸업생 기증 시계탑

이타카 칼리지는 5개 단과대학으로 구성되어 현재 100개가 넘는 전공 과정을 제공하고 있다.
| 단과대학 - 상업대학 (School of Business) - 로이 H. 파크 커뮤니케이션 대학 (Roy H. Park School of Communications) - 보건대학 (School of Health Sciences & Human Performance) - 인문과학대학 (School of Humanities & Sciences) - 음악대학 (School of Music) |

가장 인기가 많은 전공으로는 시각예술전공, 보건 관련 전공 및 전문 대학원, 상업, 경영, 마케팅, 생물학 관련 전공들이 있다.

## 학교 생활

### 미디어 및 출판 매체
미국에서 항상 탑스쿨에 랭크되는 로이 H. 파크 커뮤니케이션 단과 대학과 관련하여, 이타카 칼리지는 학생 신문이나 매체로 유명하다.
- 더 이타칸 (The Ithacan)은 이타카 대학의 공식 주간 매체로 학생들에 의해서 출간 되는 신문이다. "더 이타칸"은 현재까지 200개가 넘는 수상경력을 가지고 있으며, 미국 내 가장 최고의 대학생들이 출간 하는 신문으로 여겨지고 있다. 많은 수상경력 중에서도 "더 이타칸"은 수차례 대학연합기자단 (The Associated Collegiate Press) 으로부터 여섯차례의 전미 신문 페이스메이커 상을 수상하였고, 아홉차례에 걸쳐 온라인 페이스메이커 상을 수상하였다.[2] 페이스메이커상은 흔히 대학 저널리즘 매체의 퓰리쳐상으로 불리기도 한다.[3] "더 이타칸"은 또한 다섯차례에 걸쳐 컬럼비아 학문 기자 연합으로부터 황금 크라운 상을 수상하였으며, 프린스턴 리뷰에 의해서도 2018년 미국 국내 대학 신문 3위로 선정된 바 있다.

- 이타카 칼리지 방송 (ICTV)은 세계에서 가장 오래된 대학생들이 운영하는 대학교 방송 채널이며, 가장 많은 수상경력을 자랑하는 대학 방송 채널이다. "이타카 칼리지 방송"은 1958년부터 방송을 시작하였다. 그 중 "뉴스워치 (Newswatch)"라는 프로그램은 뉴욕주 기자 연합으로부터 최고의 뉴스 프로그램으로 선정된바 있으며, 대학교 에미상 (College Emmy Award)을 최초로 수상한 바 있다.

- WICB는 이타카 칼리지 대학생들이 운영하는 FM 라디오 스테이션으로 톰킨스 카운티를 비롯하여 펜실베니아 북부에서 온타리오 호까지 송출 되고 있다. 예상 청취자 수는 25만명 가량이다. WICB의 프로그램은 91.7 FM에서 청취가능하며 주로 모던 락을 비롯하여 여러 장르에 걸친 프로그램을 송출한다. WICB는 MTV의 우디 어워드를 수상한 경력이 있으며, 프린스턴 리뷰에 의해 전미 1위에 랭크된 대학생 운영 방송국으로 선정된 바 있다.[4][5]